# Фредерик Франсоа
Фредерик Франсоа (на френски: Frédéric François) е белгийски поп певец от италиански произход.
Той е роден на 3 юни 1950 година в Леркара Фриди, Сицилия, но малко по-късно семейството му емигрира в Белгия. Занимава се с музика от ранна възраст, като прави първите си записи през 1966 година. Най-голяма популярност, най-вече в Белгия и Франция, постига през 70-те години.